# Переяславщина (УНР)
Переяславщина — земля Української Народної Республіки. Адміністративно-територіальна одиниця найвищого рівня. Земський центр — місто Прилуки Заснована 6 березня 1918 року згідно з Законом «Про адміністративно-територіальний поділ України», що був ухвалений Українською Центральною Радою. Скасована 29 квітня 1918 року гетьманом України Павлом Скоропадським, що повернув старий губернський поділ часів Російської імперії.

## Опис
До землі мали увійти:
- з Полтавської губернії — Переяславський повіт, Прилуцький повіт, Пирятинський повіт та частина Золотоніського повіту,
- з Чернігівської губернії — частини Козелецького, Ніжинського та Борзенського.